# (620074) 2013 AT183
(620074) 2013 AT183 est un objet transneptunien du groupe des objets épars et une planète naine potentielle, ayant un diamètre estimé à environ 500 km.